# Silnice II/616
Silnice II/616 je silnice II. třídy ve Středočeském kraji, která vede z Velvar do Podhořan. Je dlouhá 7 km. Prochází jedním krajem a dvěma okresy. Jde o bývalý úsek silnice I/16, která zde byla převedena na nově vybudovanou přeložku mimo obce.

## Vedení silnice

### Okres Kladno
- Velvary (křiž. II/240, III/23923, III/24030)
- Uhy (křiž. I/16, III/24034)

### Okres Mělník
- Hleďsebe 1.díl
- Hleďsebe 2.díl
- Podhořany (křiž. II/608)